# Droylsden
Droylsden is een plaats in het bestuurlijke gebied Tameside, in het Engelse graafschap Greater Manchester. De plaats telt 23.172 inwoners.

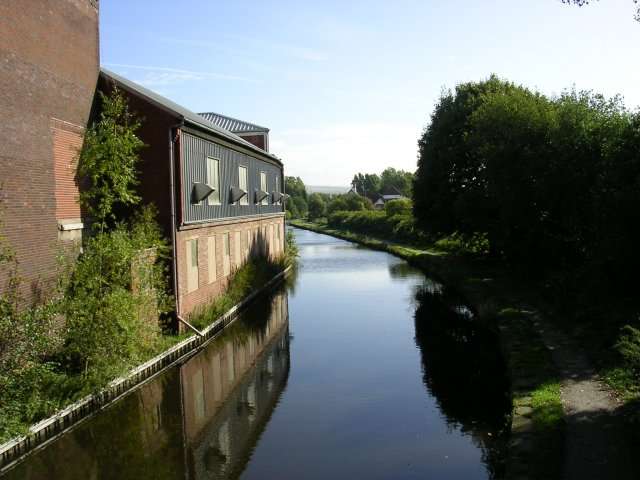
Ashton Canal
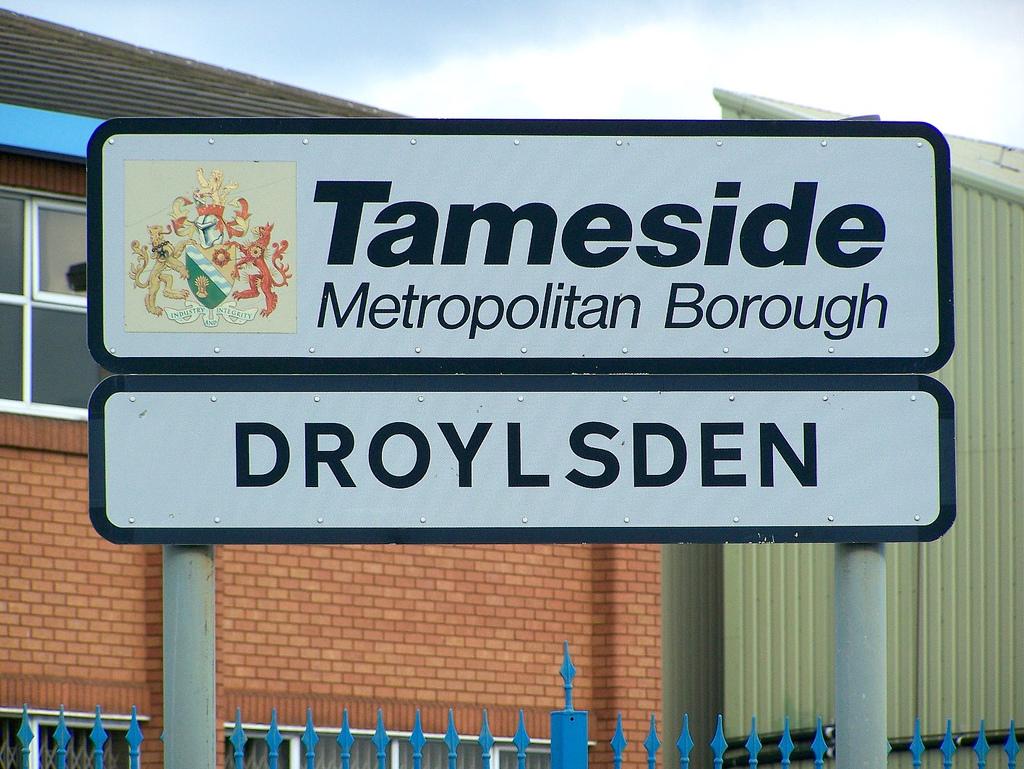
Droylsden
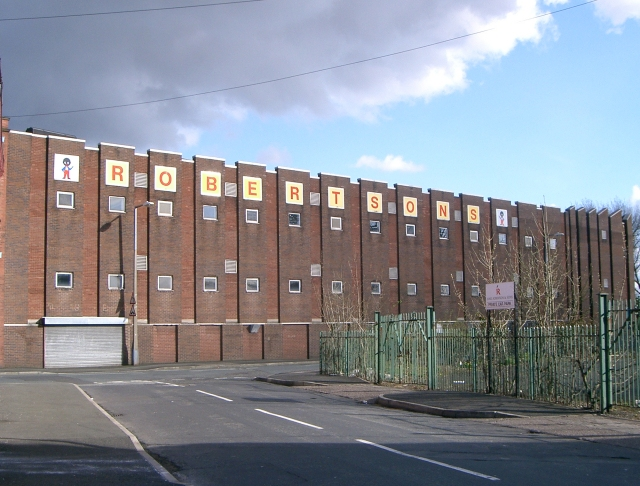
Jamfabriek in Droylsden